# Trophimène
Trophimène (IIIe siècle) est une vierge martyre vénérée comme sainte par l'Église catholique et l'Église orthodoxe.

## Biographie
Selon la tradition, elle est originaire de la ville sicilienne de Patti où elle subit le martyre vers l'âge de treize ans, peut-être de la main de son propre père, en raison de son refus d'épouser un païen. Le corps est placé dans une urne et jeté à la mer, où les courants le poussent jusqu'à la plage de Minori. Trouvée par une lavandière, l'urne est portée par une paire de génisses blanches mais arrivés au point où se trouve aujourd'hui la basilique dédiée à la sainte, les animaux ne veulent plus avancer et les habitants interprètent cela comme un signe du ciel du lieu où il faut ériger l'église.
À partir du 13 juillet 839, le corps de la martyre est conservé sous l'autel érigé dans la chapelle. Au fil des siècles, la mémoire du lieu de sépulture se perd. Lorsque la reconstruction de la nouvelle basilique commence au milieu du XVIIIe siècle, on sent le besoin de mettre au jour le corps de la sainte. Dans la nuit du 26 au 27 novembre 1793, des fidèles entrent furtivement dans l'église et creusent à l'endroit indiqué par la tradition et retrouvent les reliques. Le 27 novembre, les habitants de Minori célèbrent l'anniversaire de cette découverte.

## Texte
Les écrits sur sainte Trophimène sont principalement documentés dans le  Historia Inventionis ac Traslazioni et Miracula Sanctae Trofimenis, rédigé en caractères bénéventaines et conservé dans un codex datant des premières décennies du Xe siècle. Rédigé sous la forme d'un sermon, le texte est divisé en trois chapitres : le premier relate les événements liés à l'invention de reliques, le deuxième a pour protagoniste le prince Sicard de Bénévent et Pietro II, évêque d'Amalfi, et la dernière partie raconte les miracles accomplis par l'intercession de la martyre.